# Henderson Bluff (Heard)
Das Henderson Bluff ist ein Felsenkliff südlich der Mündungszone des Abbotsmith-Gletschers auf der Westseite der Insel Heard im südlichen Indischen Ozean. 
Kartografiert im Jahr 1948 und benannt wurde es von Teilnehmern der Australian National Antarctic Research Expeditions. Namensgeber ist der Meteorologe M. W. Henderson, der im Rahmen der Expedition 1954 auf der Insel stationiert war.